# Privet, duralei!
Privet, duralei! (russisk: Привет, дуралеи!) er en russisk spillefilm fra 1996 af Eldar Rjasanov.

## Medvirkende
- Tatjana Drubitj som Ksenija Zasypkina/Polina Derulen
- Slava Polunin som Jura Kablukov/Auguste Derulen
- Tatjana Dogileva som Svetlana
- Boris Sjjerbakov som Fjodor
- Aleksandr Schirvindt